# خانه سید محمد راحمی
خانه سید محمد راحمی مربوط به دوره قاجار است و در شیراز، محه گود عربان، جنب مسجد نصیر الملک، کوچه آثار عجم واقع شده و این اثر در تاریخ ۸ مرداد ۱۳۸۱ با شمارهٔ ثبت ۶۰۶۸ به‌عنوان یکی از آثار ملی ایران به ثبت رسیده است.